# 安倍克巳
安倍 克巳（あべ かつみ、1895年（明治28年）1月4日 - 1939年（昭和14年）8月2日）は、日本の陸軍軍人。最終階級は陸軍少将。「安部」と表記される場合がある。

## 経歴
大分県出身。高等小学校、熊本陸軍地方幼年学校、陸軍中央幼年学校を経て、1916年（大正5年）5月、陸軍士官学校（28期）を卒業。同年12月、砲兵少尉に任官し重砲兵第4連隊付となる。1920年（大正9年）11月、陸軍砲工学校高等科を卒業。1924年（大正13年）11月、陸軍大学校（36期）を卒業し教育総監部に配属された。
1926年（大正15年）12月、教育総監部砲兵監部員となる。陸軍野戦砲兵学校教官、フランス駐在を経て、1931年（昭和6年）8月、砲兵少佐に昇進。独立山砲兵第3連隊付、同連隊大隊長、参謀本部員を経て、1935年（昭和10年）3月、砲兵中佐に進んだ。
1937年（昭和12年）3月、関東軍参謀となり、同年8月、兵科を航空兵に転じ航空兵中佐、1938年（昭和13年）3月、航空兵大佐に昇進した。1939年（昭和14年）3月、飛行第15戦隊長に就任。ノモンハン事件の勃発により第2飛行集団に配置され参戦し、1939年8月に戦死して陸軍少将に進級した。